# Фредерик Кристиан II Августенбургский
Фридрих Кристиан II (дат. Frederik Christian 2. af Slesvig-Holsten-Sønderborg-Augustenborg; 28 сентября 1765, Августенборгский дворец, Сённерборг, Шлезвиг, Дания — 14 июня 1814, Августенборгский дворец) — герцог из Аугустенбургского дома.

## Биография
Старший сын Фридриха Кристиана I, до смерти своего отца был наследным принцем. Его отец приходился двоюродным братом своей жене Шарлотте Амалии Шлезвиг-Голштейн-Зондербург-Пленской.
27 мая 1786 года он сочетался браком с Луизой Августой Датской, единственной сестрой короля Фредерика VI, не имевшего сыновей. Ему было 20 лет, а ей 14. Хотя всем было известно, что биологическим отцом невесты являлся придворный медик Струэнзе, за брачным союзом стоял политический расчёт. Датский министр граф Андреас Бернстольф ещё в 1779 году задумал этот брак, дабы престол Дании перешёл к Августенбургской ветви Ольденбургского дома.

## Семья
Брак Фридриха Кристиана не был удачным, но у супругов родилось трое детей:
- Каролина Амалия Августенбургская (1796—1881), жена датского короля Кристиана VIII;
- Кристиан Август Августенбургский (1798—1869), претендент на престолы Шлезвига и Гольштейна во время кризиса 1850—1860-х годов, приведшего к Датско-прусской войне 1864 года;
- Фредерик Эмиль, принц Нёрский (1800—1865).